# Assassin's Creed III : La Tyrannie du Roi Washington
Assassin's Creed III : La Tyrannie du Roi Washington est une extension du jeu vidéo Assassin's Creed III de 2012, développé et édité par Ubisoft. Situé en 1783, La Tyrannie du Roi Washington suit Connor, le personnage principal d'Assassin's Creed III, alors qu'il se réveille dans ce qui semble être une réalité alternative où les événements du jeu principal ne se sont jamais produits. Il est chargé de trouver et de vaincre une version fictive de George Washington, qui est mentalement corrompu par un artefact d'un autre monde. Après s'être couronné roi des États-Unis d'Amérique nouvellement fondés, Washington a commencé à asservir la population de la frontière américaine et à massacrer ceux qui résistent à sa tyrannie. Connor acquiert de nouvelles capacités mystiques alors qu'il tente d'arrêter Washington.
La Tyrannie du Roi Washington est le premier DLC post-lancement majeur pour Assassin's Creed III. Il se compose de trois épisodes : Déshonneur, Trahison et Rédemption, qui sont sortis périodiquement de février à avril 2013 sur diverses plateformes. Les trois épisodes sont inclus dans une compilation de 2019 intitulée Assassin's Creed III Remastered, qui rassemble les versions remasterisées d'Assassin's Creed III et de tout le contenu associé. Chacun des épisodes a rencontré des critiques mitigées de la part de la presse spécialisée.

## Système de jeu
La Tyrannie du Roi Washington consiste en une campagne narrative solo qui est séparée en trois tranches épisodiques. Les joueurs assument le rôle de Ratonhnaké:ton, également connu sous son nom anglais d'adoption, Connor. Alors que La Tyrannie du Roi Washington garde en général le même système de jeu que le jeu de base, Connor n'a jamais eu l'opportunité de rejoindre la Confrérie des Assassins dans cette suite. Au lieu de cela, il acquiert des pouvoirs mystiques lui venant de son héritage culturel mohawk : le "pouvoir de l'ours" pour la force, le "pouvoir de l'aigle" pour la vitesse, le "pouvoir du loup" pour la furtivité.

## Trame
Ce DLC, nous raconte une histoire alternative au cours de laquelle George Washington devient un roi malveillant au lieu de devenir le 1er Président des États-Unis et où Connor n’utilise jamais ce prénom et ne devient jamais un assassin.

## Développement et sortie
Le 3 octobre 2012, Ubisoft révèle La Tyrannie du Roi Washington comme étant le premier contenu téléchargeable majeur pour Assassin's Creed III, et qu'il serait publié au format épisodique. Le compositeur écossais Lorne Balfe a composé la musique de La Tyrannie du Roi Washington, avec la bande originale publiée via distribution numérique le 23 avril 2013.
Le 24 janvier 2013, le premier épisode du DLC a été annoncé, intitulé Déshonneur. Il est sorti le 19 février sur Xbox 360 et PC, le 20 février sur PlayStation 3 et le 21 février sur Wii U. Le 6 février 2013, il a été annoncé que le deuxième épisode, intitulé Trahison, sortirait le 19 mars et que le troisième épisode, intitulé Rédemption, sortirait le 23 avril.
La Tyrannie du Roi Washington est inclus dans l'édition remasterisée d'Assassin's Creed III, ainsi que tout le contenu téléchargeable précédemment publié. Assassin's Creed III Remastered est sorti le 29 mars 2019 pour Microsoft Windows, PlayStation 4 et Xbox One, et le 21 mai 2019 pour la Nintendo Switch.

## Accueil
| Jeux       | Metacritic                 |
| ---------- | -------------------------- |
| Déshonneur | 75/100 (PS3) 73/100 (X360) |
| Trahison   | 65/100 (PS3) 67/100 (X360) |
| Rédemption | 70/100 (PS3) 63/100 (X360) |

Selon l'agrégateur de critiques Metacritic, les trois épisodes de La Tyrannie du Roi Washington ont reçu des critiques généralement mitigées ou moyennes sur PlayStation 3 et Xbox 360, à l'exception de Déshonneur qui a eu un accueil globalement favorable,.